# Titas Stremavičius
Titas Stremavičius (* 15. Februar 1998 in Kaunas) ist ein litauischer Schachspieler.

## Leben
Titas Stremavičius lernt am Jonas-Basanavičius-Gymnasium Kaunas und an der Sportschule „Jaunalietuvių sporto organizacija“.
Sein Trainer ist FIDE-Meister Laimutis Šolys.
Seit 2007 vertrat Stremavičius Litauen bei den Jugendwelt- und Jugendeuropameisterschaften, dabei war sein größter Erfolg der dritte Platz bei der Jugendeuropameisterschaft 2015 in der Altersklasse U18. 2015 gewann er den Lichtenrader Herbst 2015 vor den Großmeistern Andrej Kawaljou, Jakob Meister, Oleh Romanyschyn, Alexander Danin, Sergei Kasparow und Mladen Muše.
Im April 2015 wurde Stremavičius zum Internationalen Meister ernannt. Er hatte zu diesem Zeitpunkt bereits vier Normen erfüllt, und zwar im Juni 2014 beim Baltija IM CUP in Palanga, im August 2014 beim 4. Schachfestival der Technischen Universität Riga, im Februar 2015 beim Winterchess GM-Turnier in Manacor und im März 2015 beim 31. Open in Cappelle-la-Grande. Er spielte für den ŠK Margiris Kaunas. 2016 wurde er litauischer Vizemeister. Den Titel Schachgroßmeister trägt er seit Februar 2020. Die Normen hierfür erzielte er beim ELITE-Schachturnier im Juli 2018 in Panevėžys, bei der Schacholympiade 2018 in Batumi und bei einem Einladungsturnier in St. Louis.